# Jazz-funk
Jazz-funk é um subgênero do jazz caracterizado por um forte contratempo (backbeat), sons eletrificados e sintetizadores analógicos. A integração de elementos do funk, soul e R&B ao jazz resultou na criação de um estilo que varia desde a improvisação pura do jazz até soul, funk ou disco com arranjos de jazz, riffs de jazz, solos de jazz e, às vezes, vocais soul. Um gênero semelhante ao jazz-funk é o acid jazz.

## História
O jazz-funk apresenta várias características distintas. A primeira delas é uma estrutura simples baseada em um ou dois riffs; a segunda é uma estrutura harmônica que permite a improvisação dos músicos. O jazz-funk moderno foi influenciado por Herbie Hancock. Os Irmãos Mizell foram produtores de diversos artistas de jazz e soul. Exemplos de álbuns pioneiros de jazz-funk incluem On the Corner (1972), de Miles Davis e Root Down (1972), de Jimmy Smith. Outros artistas que lançaram álbuns de jazz-funk incluem The Last Poets, Gil Scott-Heron, Lightnin' Rod, T.S. Monk, Pleasure, Boogaloo Joe Jones, Lenny White, Don Blackman, Monk Higgins, Wilbur Bascomb, The Blackbyrds, Donald Byrd, Les DeMerle e Michael Henderson.
Os músicos de jazz-funk utilizavam instrumentos elétricos, como o piano Rhodes, guitarra elétrica, baixo e órgão, especialmente no contexto do jazz fusion. Herbie Hancock tocou sintetizador ARP Odyssey e clavinet no álbum Head Hunters (1973). Jennifer Lopez popularizou a "dança jazz-funk" no programa de comédia In Living Color.
A controvérsia sobre o estilo pode ter ajudado o jazz a alcançar um público mais amplo. Por outro lado, o público pop achava o estilo "jazz demais" e, portanto, muito complexo.
Alguns artistas do jazz tradicional buscaram produtores especializados para alcançar sucesso comercial. Larry e Fonce Mizell produziram artistas de jazz-funk como Johnny "Hammond" Smith, Gary Bartz, Roger Glenn, The Blackbyrds e Donald Byrd.